# Juan Carlos Berardi
Juan Carlos Berardi (Buenos Aires, Argentina, 11 de abril de 1934 - Rio de Janeiro, Brasil, 29 de maio de 2010) foi um coreógrafo argentino,  responsável pela introdução da dança em vários programas da TV Globo, como o Fantástico, em 1973.